# Roemeense Academie

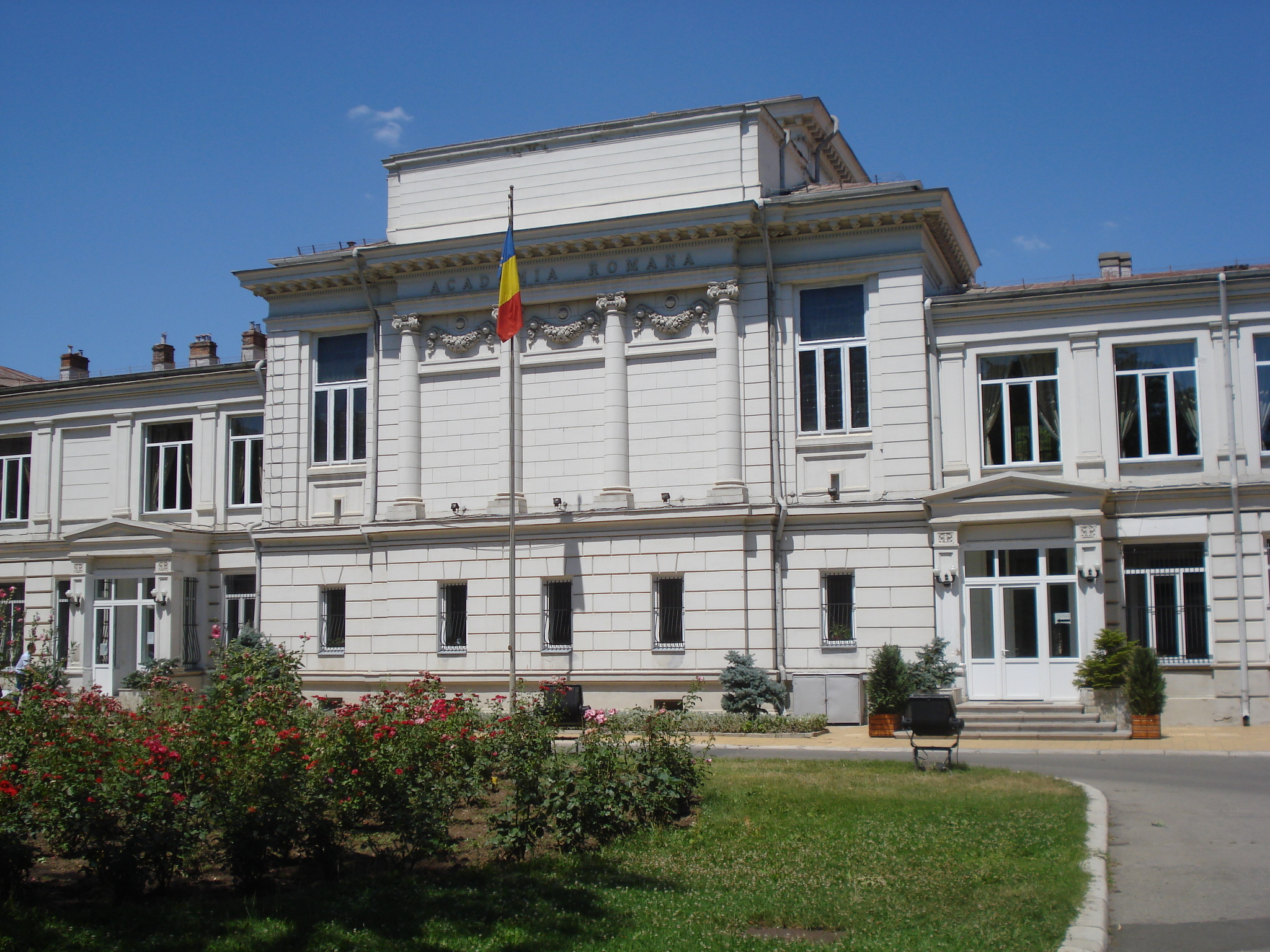

De Roemeense Academie (Roemeens: Academia Română) houdt zich bezig met de bevordering van de Roemeense taal en literatuur, de studie van de nationale geschiedenis van Roemenië en onderzoek in de belangrijkste wetenschappelijke domeinen. De academie telt 181 leden, die voor het leven worden gekozen. 
De instelling werd in 1866 opgericht op initiatief van C.A. Rosetti en heette aanvankelijk Roemeens Letterkundig Genootschap (Societatea Literară Română), vanaf 1967 Roemeens Academisch Genootschap en vanaf 1890 Roemeense Academie.
Een van de belangrijkste projecten van de Roemeense Academie is de samenstelling en uitgave van het Verklarend Woordenboek van de Roemeense taal. Ook stelt de academie de officiële spellingregels van het Roemeens vast.

## De afdelingen van de Roemeense Academie
- Filologie en Literatuur
- Geschiedenis en Archeologie
- Wiskunde
- Natuurkunde
- Scheikunde
- Biologie
- Geometrie
- Techniek
- Land- en Bosbouw
- Medicijnen
- Economie, Rechten en Sociologie
- Filosofie, Theologie, Psychologie
en Pedagogie
- Kunsten, Architectuur en Audiovisuele kunsten
- Informatie technologie en Technologie